# Trinitat Sais i Plaja
Trinitat Sais i Plaja (La Bisbal d'Empordà, 22 de juliol de 1878 - Barcelona, 17 d'octubre de 1933) fou una metgessa catalana, i consta com la vuitena dona que va llicenciar-se en Medicina a Catalunya, i la primera de les comarques gironines.

## Biografia
Va néixer a La Bisbal d'Empordà el 22 de juliol de 1878, filla de Lluís Sais i Bosch, sastre, i de Teresa Plaja i Bos, que, en quedar vídua, va fer-se llevadora. Va estudiar Magisteri i en va obtenir el títol a Barcelona el 1893. Posteriorment va fer el batxillerat a l'Institut de Figueres i en va obtenir el premi extraordinari el 1896. Va seguir després estudis de Medicina a la Facultat de Medicina de la Universitat de Barcelona, on es va llicenciar el 1903.
Va exercir com a professional bàsicament a Barcelona, i els seus camps d'especialitat foren la tocoginecologia i la pediatria, a més de la medicina general. Va tenir la seva consulta i domicili al número 10 del carrer de Pelai.
Va divulgar els coneixements científics fent conferències i cursos, des d'on també defensava els drets socials de la dona. També ho feu a través dels seus articles en diverses revistes, com ara La Mujer Moderna (publicada a Manresa per Sofia Quer, esposa d'un farmacèutic i mare del botànic Pius Font i Quer) i Feminal.
Va participar en l’organització de diversos congressos, entre els quals el Primer Congrés Espanyol de la Tuberculosi, en què va ser vicepresidenta del Comitè de Dames.
Cal destacar que el 1914 fou la primera dona a impartir la conferència d'obertura de curs al Col·legi Oficial de Metges de Barcelona, on va parlar de la manca de formació a les dones pel que fa a puericultura i higiene com a primera causa de mortalitat infantil.
També va ser activa en la visió política i social del catalanisme i col·laborà amb el Centre Catalanista Doctor Robert, del qual va ser cap dels serveis assistencials, que atenien principalment criatures i mares d'El Raval.
Va morir sobtadament el 17 d'octubre de 1933 a Barcelona. En una nota necrològica d'aquells dies es diu «Lliga Catalana perd un dels seus prestigis».
La seva germana Delmira també va fer-se llevadora i les seves filles, Teresa i Edelmira, també foren metges.

## Reconeixements
- Premi Extraordinari de Batxillerat 1896[2]
- Cartilla de vulgarización higiénica 1910
- La seva ciutat natal li va dedicar la Plaça de Trinitat Sais.[8]